# 코스모스 (로켓)

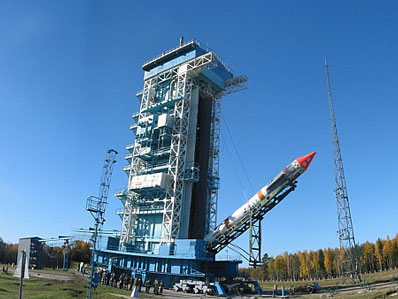
발사대에 위치한 코스모스-3M

코스모스(러시아어: Ко́смос) 로켓은 R-12 및 R-14 미사일에서 파생된 일련의 소련 및 이후 러시아의 로켓으로, 가장 잘 알려진 것은 코스모스-3M으로 440개가 넘는 미사일을 생산했다. 코스모스 계열에는 각각 궤도 및 준궤도 우주 비행을 위한 운반 로켓과 수심 로켓 등 다수의 로켓이 포함되어 있다. 첫 번째 변형인 코스모스는 1961년 10월 27일에 처음 비행했다. 전체적으로 700개 이상의 코스모스 로켓이 발사되었다.

## 같이 보기
- R-7 로켓